# 10735 Зайне
10735 Зайне (10735 Seine) — астероїд головного поясу, відкритий 15 лютого 1988 року.
Тіссеранів параметр щодо Юпітера — 3,528.